# ゲオルク・フランツ・ホフマン

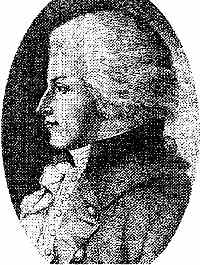
ゲオルク・フランツ・ホフマン

ゲオルク・フランツ・ホフマン（Georg Franz Hoffmann, 1760年1月13日 - 1826年3月17日）はドイツの植物学者。地衣類や菌類の研究を行った。

## 経歴
神聖ローマ帝国バイエルン選帝侯領（現バイエルン州）のマルクトブライトに生まれた。1779年からヘルボルンのアカデミーやエアランゲン大学で医学を学び、1786年に博士号を得た。1789年にエアランゲン大学の医学の教授となり、1792年にゲッティンゲン大学の医学と植物学の教授に任じられた。ゲッティンゲン大学では植物園の園長も務めた。この頃、植物学にも関心を持っていたヨハン・ヴォルフガング・フォン・ゲーテを何度か訪れている。しかし、ホフマンの植物学の知識に対し疑念を抱いていた、同じくドイツの植物学者のヨハネス・フリュッゲ (Johannes Flügge) からは長年にわたって批判され、これがもとで最終的にゲッティンゲン大学の職を辞し、1804年にモスクワ大学で植物学の教授となった。1815年にドイツ自然科学アカデミー・レオポルディーナの会員に選ばれた。モスクワにて没した。
地衣類や菌類の図鑑も著し、ウキゴケ科のコケ類やオオミコブタケ (Kretzschmaria deusta) などの菌類の新種を記載した。アカネ科の属名、Hoffmanniaに献名されている。

## 著作の一部
- Mémoires sur l'utilité de Lichens（Pierre J. Amoreux, Pierre Rémi François de Paul Willemetと共著）Lyon 1785.
- Historia salicum iconibus illustrata. Lipsia 1785.
- Historia salicum. Leipzig 1785 (Digitalisat).
- Abbildungen der Schwämme. 2 Bände, Berlin 1790.
- Hortus Gottingensis, quem proponit simulque orationem inchoandae professioni sacram indicit. Göttingen 1793.
- Compendium Florae Britannicae（ジェームズ・エドワード・スミスと共著）Erlanga 1801.
- Vegetabilia in hercyniae subterraneis collecta iconibus descriptionibus et observationibus illustrata. Frauenholz, Norimbergae 1811.
- Genera plantarum umbelliferarum. Mosqua 1816.